# Olympische Sommerspiele 2016/Teilnehmer (Osttimor)
| Gelbes Symbol für Goldmedaillen mit stilisierten Olympischen Ringen | Graues Symbol für Silbermedaillen mit stilisierten Olympischen Ringen | Braundes Symbol für Bronzemedaillen mit stilisierten Olympischen Ringen |
| ------------------------------------------------------------------- | --------------------------------------------------------------------- | ----------------------------------------------------------------------- |
| —                                                                   | —                                                                     | —                                                                       |

Osttimor nahm in Rio de Janeiro an den Olympischen Spielen 2016 teil. Es war die insgesamt vierte Teilnahme an Olympischen Sommerspielen (2000 noch als unabhängige Olympiateilnehmer). Das Team Osttimors war seit dem 29. Juli 2016 in Rio de Janeiro, um sich zu akklimatisieren. Flaggenträgerin bei der Eröffnungsfeier war Francelina Cabral.

## Teilnehmer nach Sportarten

### Leichtathletik
Laufen und Gehen
Die Vorläufe der Frauen über 1500 Meter fanden am 12. August statt. Nélia Martins kam dabei auf den letzten Platz von 41 gestarteten Läuferinnen. Nicht besser schnitt Augusto Ramos Soares am 16. August in seinem Vorlauf ab. Mit 4:11,35 war er der langsamste Läufer, der das Ziel erreichte.
| Athleten             | Wettbewerb | Vorlauf     | Vorlauf | Halbfinale    | Halbfinale    | Finale        | Finale        | Rang |
| Athleten             | Wettbewerb | Zeit        | Rang    | Zeit          | Rang          | Zeit          | Rang          | Rang |
| -------------------- | ---------- | ----------- | ------- | ------------- | ------------- | ------------- | ------------- | ---- |
| Frauen               |            |             |         |               |               |               |               |      |
| Nélia Martins        | 1500 m     | 5:00,53 min | 41      | ausgeschieden | ausgeschieden | ausgeschieden | ausgeschieden | 41   |
| Männer               |            |             |         |               |               |               |               |      |
| Augusto Ramos Soares | 1500 m     | 4:11,35 min | 40      | ausgeschieden | ausgeschieden | ausgeschieden | ausgeschieden | 40   |

### Radsport
Erstmals nahm eine Athletin aus Osttimor an einem Radwettkampf bei den Olympischen Spielen teil. In dem Land findet mit der Tour de Timor jährlich ein Mountainbikerennen statt, das Francelia Cabral 2013 als erste osttimoresische Frau gewann. Beim Cross-Country-Rennen am 20. August wurde sie allerdings überrundet und kam schließlich auf den vorletzten Platz. Nur die Französin Pauline Ferrand-Prévot lag hinter ihr, da diese das Rennen nicht beendete.

#### Mountainbike
| Athleten          | Wettbewerb    | Zeit   | Rang |
| ----------------- | ------------- | ------ | ---- |
| Frauen            |               |        |      |
| Francelina Cabral | Cross-Country | Lapped | 28   |